# Thranduil

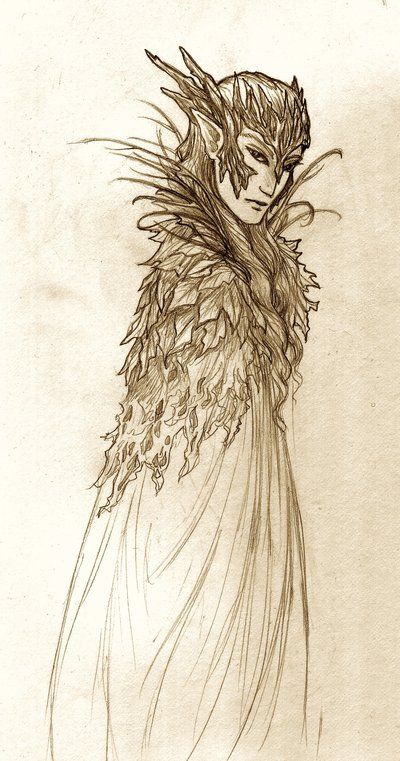
Thranduil

Thranduil je fiktivní  postava z Tolkienova Hobita, která je zmíněna i v trilogii Pán Prstenů. Thranduil je král lesních elfů z Temného hvozdu.
Thranduil je elf, který na sobě nedává znát vlastně žádný ze svých pocitů. Je proto označován za chladného a „bezpáteřního“ muže. Thranduilův chlad má ovšem mnoho důvodů, mezi kterými je i fakt, že jeho království trpělo mnoha válkami, ovšem, vždy v roli oběti.

## Původ
Thranduil byl jedním ze Sindar a pocházel pravděpodobně z Doriathu, kde žil u dvora krále Thingola. Po zkáze Beleriandu odešel přes hory Ered Luin do Středozemě. Spolu s družinou Sindar, kterou vedl jeho otec Oropher přišel do Velkého zeleného hvozdu, kde byl jeho otec Lesními elfy prohlášen králem. Účastnil se války posledního spojenectví a bitvy na Dagorladu, kde jeho otec spolu s dvěma třetinami lesních elfů padnul. 

## Králem Lesních elfů
Thranduil se poté s přeživšími vrátil jako nový král do Velkého hvozdu. Na jihu hvozdu na kopci Amon Lanc, který je později nazván Dol Guldur, se někdy po roce 1000 Třetího věku usazuje Sauronův duch, který znovu začal nabývat podoby. Les je proto v té době přejmenován na Temný hvozd, v němž se od jihu začínají šířit Sauronovy zlé stvůry. (Převážně pavouci z Odulina plemene) V knize Hobit aneb cesta tam a zase zpátky nechává král Thranduil uvěznit výpravu Thorina Pavézy, protože mu trpaslíci odmítají sdělit cíl své cesty. Výprava z Thranduilova vězení uprchne díky hobitovi Bilbovi Pytlíkovi a jeho prstenu. Po zabití draka Šmaka přivádí lesní král své vojsko k Osamělé hoře, kde spolu s lidmi z jezerního města Esgaroth vyzývají trpaslíky, aby se o poklad z hory podělili (neb oni i lidé Esgarothu mají na část bohatství plné právo) Kvůli náhlému útoku skřetů z Mlžných hor se znesvářené strany spojí a dojde k Bitvě pěti armád. V roce 3017 je Aragornem v Mrtvých močálech zajat Glum, který byl Lesním elfům svěřen k hlídání. Glumovi se díky skřetímu útoku podaří uniknout. V knize Společenstvo prstenu přichází do Roklinky jako Thranduilův zástupce na Elrondovu radu jeho syn Legolas, který se stává členem Společenstva prstenu. Ve Válce o Prsten je Temný hvozd napaden Sauronovými silami a dojde k bitvě pod stromy, ve které se Thranduilovu vojsku podaří odrazit útok z Dol Gulduru. Po zničení prstenu a pádu Saurona je Dol Guldur vojsky Thranduila a Celeborna zničen a oba králové si poté hvozd, který přejmenují na Hvozd zelených listů, rozdělí mezi sebe.